# K-pop Star 4
《K-pop Star 4》（韓語：K팝스타 4）是韓國電視台SBS《星期天真好》綜藝時段中的一部綜藝節目，亦是K-pop Star 3的後續篇。節目由2014年11月23日播放至2015年4月9日。

## 演出者

### 主持人
- 全炫茂
- Yura

### 評判
- 梁鉉錫 (YG娛樂代表、製作人、歌手)
- 朴軫永 (JYP娛樂代表、製作人、歌手、作曲家)
- 柳熙烈 (Antenna代表、製作人、歌手、作曲家、組合Toy成員)。

## 十強選手
- Katie Kim: 1993年12月10日（31歲）, 來自美國新澤西州，第一名。[3]
- 鄭承煥: 1996年8月21日（28歲）, 來自韓國仁川廣域市，第二名。[4]
- 李珍雅: 1991年3月16日（34歲）, 來自韓國首爾, 2015年4月5日淘汰。
- Lily: 2002年10月17日（22歲）, 來自澳洲, 2015年3月29日淘汰。[5]
- 朴允夏（박윤하）:1999年4月17日（25歲）, 2015年3月22日淘汰。
- Esther Kim（에스더 김）: 1999年生, 來自美國洛杉磯, 2015年3月22日淘汰。
- Grace Shin（그레이스 신）:  1988年10月22日（36歲）, 來自紐約, 2015年3月15日淘汰。
- Sparkling Girls（스파클링걸스）, 2015年3月15日淘汰。
  - Erin Miranda（에린 미란다 ）: 1999年生, 來自澳洲。
  - Hwang Yoon-joo（	황윤주）: 1995年生, 來自韓國仁川廣域市。
  - Choi Jin-sil（최진실）: 1994年生, 來自韓國釜山廣域市。
  - Choi Joo-won（최주원）: 1998年生, 來自韓國首爾。
- Ji John（지존）, 2002年生, 來自澳洲, 2015年3月8日淘汰。
  - Jang Mi-ji（장미지）: 1995年生, 來自韓國首爾。
  - John Chu（존 추 ）: 2002年生, 來自美國洛杉磯。
- Seo Ye-ahn（朝鲜语：서예안）: 1997年5月6日（27歲）, 來自韓國榮州, 2015年3月8日淘汰。

## 外部連結
- K-pop Star 4的官方網站
- K-pop Star 4 （页面存档备份，存于）的Naver網站